# Борисенков Василь Михайлович
Василь Михайлович Борисенков (нар. 15 березня 1927, село Петропавловськ Севського повіту, тепер Суземського району, Брянської області, Російська Федерація) — радянський діяч, 2-й секретар Московського обкому КПРС. Кандидат у члени ЦК КПРС у 1976—1981 роках. Член ЦК КПРС у 1981—1990 роках. Депутат Верховної Ради Російської РФСР 9-го і 11-го скликань. Депутат Верховної Ради СРСР 10-го скликання. Кандидат історичних наук (1965).

## Життєпис
Трудову діяльність розпочав у 1941 році ремонтним шляховим робітником на залізниці в Брянській області.
З лютого 1942 по 1943 рік — розвідник партизанського загону імені Будьонного партизанської бригади «За власть Советов» у Брянських лісах. Учасник німецько-радянської війни.
У 1944—1945 роках — у Радянській армії. Служив у 9-й стрілецькій дивізії Орловського військового округу.
Член ВКП(б) з 1946 року.
З 1946 року — на комсомольській роботі в Брянській області.
У 1950 році закінчив Московський державний університет імені Ломоносова.
У 1951—1959 роках — в апараті ЦК ВЛКСМ у Москві.
У 1959—1960 роках — заступник завідувача, у 1960—1961 роках — завідувач відділу Московського обласного комітету КПРС.
У 1961—1965 роках — інструктор, завідувач сектора відділу ЦК КПРС. У 1965—1972 роках — помічник секретаря ЦК КПРС.
У 1972 — 19 листопада 1974 року — секретар Московського обласного комітету КПРС.
19 листопада 1974 — грудень 1989 року — 2-й секретар Московського обласного комітету КПРС.
З грудня 1989 року — персональний пенсіонер союзного значення в місті Москві.

## Нагороди і звання
- орден Жовтневої Революції
- орден Вітчизняної війни І ст. (6.04.1985)
- орден Трудового Червоного Прапора
- орден Дружби народів
- орден Червоної Зірки (30.05.1951)
- медаль «За трудову доблесть»
- медаль «За відвагу» (19.07.1949)
- медаль «Партизанові Вітчизняної війни» 1-го ст.
- медаль «За перемогу над Німеччиною у Великій Вітчизняній війні 1941—1945 рр.»
- медалі